# Češki masiv
Češki masiv (češko Česká vysočina ali Český masiv, nemško Böhmische Masse ali Böhmisches Massiv) je geomorfološka pokrajina v srednji Evropi. To je velik masiv, ki se razteza čez večji del Češke, vzhodne Nemčije, južne Poljske in severne Avstrije.
Masiv obsega številna sredogorja in je sestavljen iz kristalinskih kamnin, ki so starejše od perma (stare več kot 300 milijonov let) in so zato deformirane v času variskične orogeneze.
Deli Sudetov v Češkem masivu, zlasti velike gore, izstopajo od običajnega vzorca sredogorja z do štirimi različnimi ravnmi višinske cone, ledeniškimi krnicami, majhnimi periglacialnimi oblikami in nadmorsko višino, ki je znatno nad mejo gozdno mejo.

## Geomorfološke enote
Češki masiv je provinca v podsistemu Hercinskih gozdov. Meji na štiri province: Zahodne Karpate na vzhodu, Vzhodne Alpe na jugu, Severnoevropsko nižino na severu in Centralno višavje na zahodu. Češki masiv je nadalje razdeljen na šest podprovinc:
- Sudeti; vključuje gorovje Krkonoši, Lužiške gore ali Hrubý Jeseník
- Češko rudogorje (Krušné Hory ali Erzgebirge); vključuje gorske verige Rudne gore, gorovje Elbsandstein ali Děčinská vrchovina ali Centralno češko višavje
- Češki gozd; vključuje gorske verige Češkega gozda, Bavarskega gozda (češ. Šumava), Zgornjega Palatinskega gozda ali gorovja Gratzen ter granitne in gnajsove planote
- Češko-moravski; vključuje Češko-moravsko višavje ali brnsko višavje
- Poberoun; vključuje gorovje Brdy ali Praško planoto
- Češka kotlina; vključuje nižine okoli reke Labe

## Geografija
V Češkem masivu večinoma prevladujejo valoviti griči. Severno od reke Donave so za topografijo značilne nežne doline ter široki, ravni grebeni in vrhovi hribov. Najvišja vrhova na češko-avstrijski meji sta Plöckenstein (Plechý, 1378 m) in Sternstein (1125 m). Podlaga iz kislega gnajsa in granita je preperela do rjave zemlje (kambizol - klasifikacija prsti/tal po FAO). V ravninskih predelih in dolinah je podtalnica imela večji vpliv na tvorbo tal; na takih mestih lahko najdemo tudi glinena tla.
Tako kot v drugih variskičnih sredogorjih srednje Evrope so doline bolj nepravilne in manj izrazite kot v razmeroma mlado nagubanem in narivnem pasu Alp. Planote so po morfologiji orografsko bolj podobne. Vodne vrzeli v Češkem masivu so Wachau, Strudengau in dolina Donave od Vilshofna čez Passau in Schlögener Schlinge do Aschacha.

## Geologija

### Tektonska razdelitev
Notranja tektonska struktura Češkega masiva je nastala v času variskične orogeneze. Variskična orogeneza je bila faza gradnje gora in kopičenja delov plošč, ki je nastala zaradi zapiranja Rejčnega oceana, ko sta trčili dve paleocelini Gondvana (na jugu) in Lavrazija (na severu). Večina Češkega masiva naj bi pogosto pripadala plošči, imenovani Cadomia ali Armorica, ki je vključevala tudi dele Armorikanskega masiva v zahodni Franciji. To naj bi oblikovalo mikrocelino, ki je postala stisnjena med velikimi celinskimi gmotami severa in juga. Rezultat variskične orogeneze je bil, da se je skoraj vsa celinska masa združila v supercelino, imenovano Pangea. Od permskega obdobja naprej je variskični gorski pas erodiral in postal delno prekrit z mlajšimi sedimenti, z izjemo variskičnih masivov, kot je Češki masiv.
Podzemne kamnine in tereni Češkega masiva so tektonsko del treh glavnih strukturnih con, ki se razlikujejo po stopnjah metamorfologije, litologijah in tektonskih slogih. Ta tektonska podrazdelitev je nastala med variskično orogenezo.
- Saksoturinška cona tvori severne dele masiva. Najsevernejši del saksoturinške cone je srednjenemški kristalinski vrh, ki je le redko izpostavljen v Češkem masivu. Za severno mejo te cone se domneva, da je Rejčni šiv, ki ločuje nekdanji celinski masi Gondvane in Lavrazije.[5]
- Moldanubijska cona tvori osrednje dele masiva in ima na splošno višjo stopnjo kot Saksoturinška cona. Vključuje Teplá-Barrandian Terrane, za katerega se domneva, da je bil majhna mikrocelina.
- Jugovzhodno od masiva tvori tretjo enoto, Moravsko-šlezijsko cono. To območje vključuje Brunovistulski blok, alohtono enoto, potisnjeno nad Moravsko-šlezijske kristalinske kamnine. V nasprotju z večino delov Češkega masiva je bil Brunovistul prvotno del ali blizu južnega dela Lavrazije.[6]

## Naravni viri
Za razliko od drugih variskičnih masivov v srednji Evropi, Češki masiv ni zelo bogat z rudo. Gorovje Harz severno v Nemčiji, ki je geološko del renohercinske cone, ima več nahajališč rude. Po drugi strani pa ima Češki masiv veliko kamnolomov, kjer pridobivajo granit, granodiorit in diorit za uporabo kot dekorativni gradbeni kamen.